# White Hart Lane
White Hart Lane este un stadion din Londra, pe care evoluează echipa de fotbal Tottenham Hotspur, dar pe care își dispută meciurile uneori și Echipa națională de fotbal a Angliei.
Tottenham Hotspur, atunci cunoscut ca Hotspur Football Club, s-a mutat pe White Hart Lane în 1899.

## Galerie

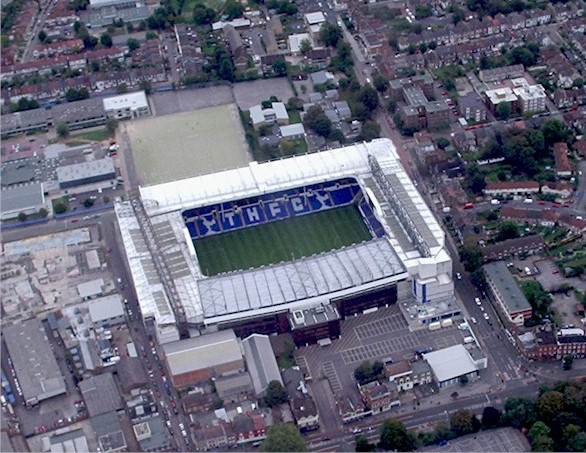
Vedere aeriană